# راي كينسلا
راي كينسلا هو لاعب هوكي الجليد كندي، ولد في 27 يناير 1911 في أوتاوا في كندا، وتوفي في 29 أبريل 1996.

## وصلات خارجية
- راي كينسلا على موقع دوري الهوكي الوطني (الإنجليزية)
- راي كينسلا على موقع EliteProspects.com (الإنجليزية)
- راي كينسلا على موقع HockeyDB.com (الإنجليزية)
- راي كينسلا على موقع Hockey-Reference.com (الإنجليزية)